# Provinsen Sachsen
Sachsen var en provins i Kungariket Preussen 1816-1918 och därefter i Fristaten Preussen fram 1944. Provinsen var en av Preussens rikaste regioner, med högt utvecklat jordbruk och avancerad industri. Huvudstad var Magdeburg.

## Historia

Provinsvapnet under Fristaten Preussen (1918–1933).

Provinsen Sachsen skapades 1816 ur följande territorier:
- Det forna hertigdömet Magdeburg och furstbiskopsdömet Halberstadt som hade ingått i Kungariket Westfalen 1807-16;
- Delar ur Mark Brandenburg som var belägna väster om floden Elbe, som Altmark;
- Territorier som vunnits från Kungariket Sachsen i slaget vid Leipzig (1813): städerna Wittenberg, Merseburg, Naumburg, Mansfeld, Querfurt och Henneberg samt deras omkringliggande områden;
- Territorier som givits till Preussen efter den tyska mediatiseringen (Reichsdeputationshauptschluss)  1795-1814: landet kring Erfurt och Eichsfeld samt de tidigare riksstäderna Mühlhausen and Nordhausen.

Under Nazityskland delades provinsen upp i två Gaue, Magdeburg-Anhalt och Halle-Merseburg.
Efter Nazitysklands nederlag i andra världskriget tillföll provinsen Sachsen till den sovjetiska ockupationszonen. När Preussen upplöstes 1947 uppgick större delen av provinsen i den nya östtyska delstaten Sachsen-Anhalt, som sin tur delades upp i de östtyska bezirken Halle och Magdeburg 1952. Vid Tysklands återförening 1990 återuppstod Sachsen-Anhalt som ett förbundsland med smärre gränsförändringar.

## Förvaltning
I administrativt hänseende var provinsen delad i tre regeringsområden: Magdeburg med 17, Merseburg med 19 och Erfurt med 12 kretsar. Till tyska riksdagen sände provinsen 20 ledamöter. I Preussens andra kammare var den representerad av 38 ombud. Sachsen har en Oberlandesgericht i Naumburg an der Saale under vilken sorterade 8 Landgerichte och 22 Amtsgerichte. De exklaverade kretsarna hörde dock under Oberlandesgericht i Jena. Uppsikten över den evangeliska landskyrkan utövades av konsistorium i Magdeburg. Katolikerna löd under biskopen av Paderborn. Överpresidenten bodde i Magdeburg, men provinsförvaltningens säte var i Merseburg.

## Geografi
Provinsen begränsades i väster av Hessen-Nassau och Provinsen Hannover samt Braunschweig, i norr av Hannover och Braunschweig, i öster av Brandenburg och till en liten del av Schlesien samt i söder av de självständiga sachsiska länderna samt de schwarzburgska och reussiska områdena. Fullständigt skilda från Sachsen var kretsarna Schleusingen på Thüringerwald och Ziegenrück vid övre Saale, varemot det inom Sachsens gränser fanns delar av de thüringska staterna och Braunschweig.
Till sin fysiska beskaffenhet var Sachsen övervägande slättland, med obetydliga höjningar, undantagande i sydväst., d. v. s. i regeringsområdet Erfurt, där det var uppfyllt av berg. Nordligast höjde sig Harz med Broeken (1 142 m.), nära västra gränsen. Därifrån utbredde sig söderut det thüringska berglandet, mellan vars kullar breda och djupa dalar drog fram. Nära Oberharz låg Eichsfelds kala platå med Ohmberg (523 m.) och Dun (500 m.), längre åt öster Hainleite med Kranichberg (327 m.), Schmücke med Kinfels (338 m.), Hohe Schrecke med Steiger (319 m.) och Finne (310 m.). Åt öster ända till Saale sänkte sig landet småningom, men höjde sig åt söder, stundom i toppar på 355 m, till Thüringerwald med Beerberg (983 m.) och Finsterberg (946 m.) i kretsen Schleusingen.
Större delen av provinsen tillhörde Elbes flodområde, en mindre del Wesers. Elbe med sina bifloder, från höger Schwarze Elster, Ihle och (på gränsen mot Brandenburg) Havel, från vänster Mulde, Saale med Weisse Elster och Unstrut, Ohre och Tanger, Aland med Uchte, samt Jeetzel i sitt öfre lopp, och Wesers bifloder Werra och Aller bilda inom prov. ett naturligt vattennät av tillsammans 660 km. farbar längd. Konstgjorda vattenvägar var Plauekanalen (32,3 km.), mellan Havel och Elbe, samt Ihleburgkanalen (30,4 km.), mellan Elbe och Plauekanalen. De viktigaste sjöarna var Süsser und Salziger See sydöst om Eisleben, Arendsee och Torgauer Teich. Sachsen var rikt på salt- och svavelkällor.
Befolkningens antal uppgick 1910 till 3 089 275 personer, varav 2 830 151 protestanter, 232 513 romersk-katolska (övervägande på Eichsfeld), 18 718 andra kristna och 7 838 judar.

## Näringsliv
Huvudnäringar var jordbruk och boskapsskötsel. 1900 var av hela arealen 60,6 procent åker och trädgårdar, 8,4 procent äng, 2,7 procent betesmarker och 21,2 procent skogbärande mark samt 7,1 procent begagnade varken i agronomiskt eller forstligt syfte. Sachsen var Preussens fruktbaraste provins. Sandiga och mindre bördiga trakter fanns öster om Elbe, vid Mulde och i Altmark. Allra fruktbarast var området mellan Magdeburg, Zeitz och Erfurt, vilket var huvudorten för betodling och sockertillverkning i Tyska riket. Vinrankan odlades i Naumburg an der Saale. Spannmål, humle, tobak m. m. utfördes i stor mängd. Ansenliga skogar fanns, i synnerhet på Harz och i Timringen. Sachsen lämnade mera brunkol (20 mill. ton) och salt än någon annan provins i Tyska riket. Stenkol fanns vid Wettin. Dessutom förekom silverhaltig kopparmalm, järn, nickel, vitriol, alun, marmor, alabaster m. m.
Industrin, som omfattade nästan alla förvärvsgrenar, hade i städerna och i vissa trakter på landet nått en mycket hög utveckling. Främst stod sockerindustrin med 108 fabriker och 6 raffinaderier (1906). I likhet med industrin var handeln mycket livlig. Den underlättades av provinsens centrala läge och det stora nätet av segelbara floder samt ett järnvägsnät på 2 953 km normalspåriga banor, dessutom 185 km i s. k. småbanor. Magdeburg och Halle var de förnämsta handelsstäderna. Ull, säd, socker, cikoria, salt, kläde, brännvin, koppar-, järn-, stål- och trävaror var de viktigaste handelsartiklarna.